# Taira no Koremori

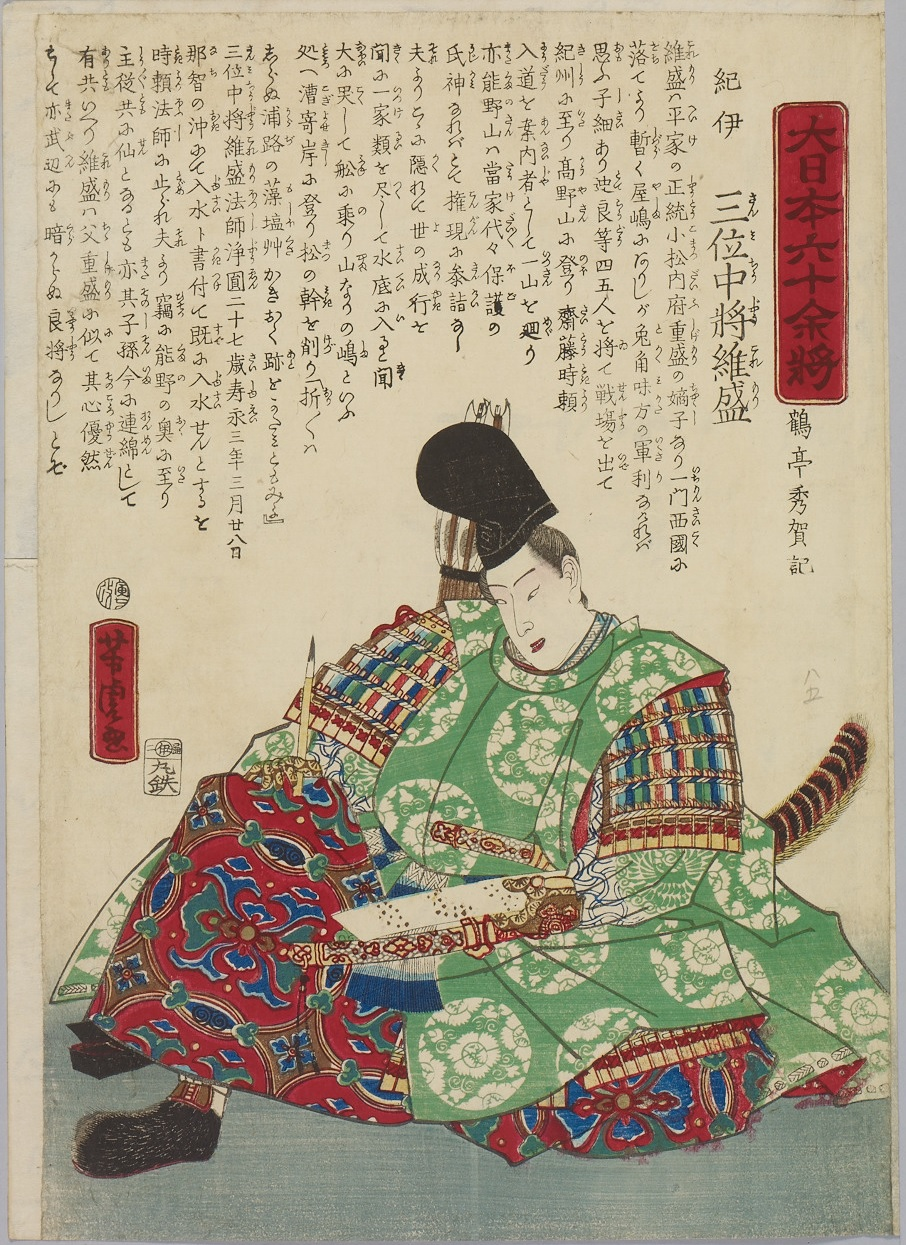
Taira no Koremori tallado en madera

Taira no Koremori (平維盛?) (1160 – 1184?) era uno de los comandantes del Clan Taira en la Guerras Genpei de la última parte de la era Heian de la Historia de Japón. Hijo de Taira no Shigemori y nieto de Taira no Kiyomori. Fue derrotado en la batalla de Fujigawa en 1180, y otra vez en la batalla de Kurikara. En 1184, escapó de la batalla de Yashima, y supuestamente se suicidó.